# حفرة كعبرية
الحفرة الكعبرية (بالإنجليزية: Radial fossa)‏ هي منخفض صغير في العظم يقع أعلى الجزء الأمامي من رؤيس العضد.

## وظيفتها
تستقبل الحافة الأمامية لرأس عظم الكعبرة عند انثناء الساعد.

## وصلات خارجية
- درسٌ تشريحي حول lesson4bonesofarm&forearm مُعدٌ بواسطة ويسلي نورمان (جامعة جورجتاون).

## صور

رسم بياني لعظام الذراع البشرية
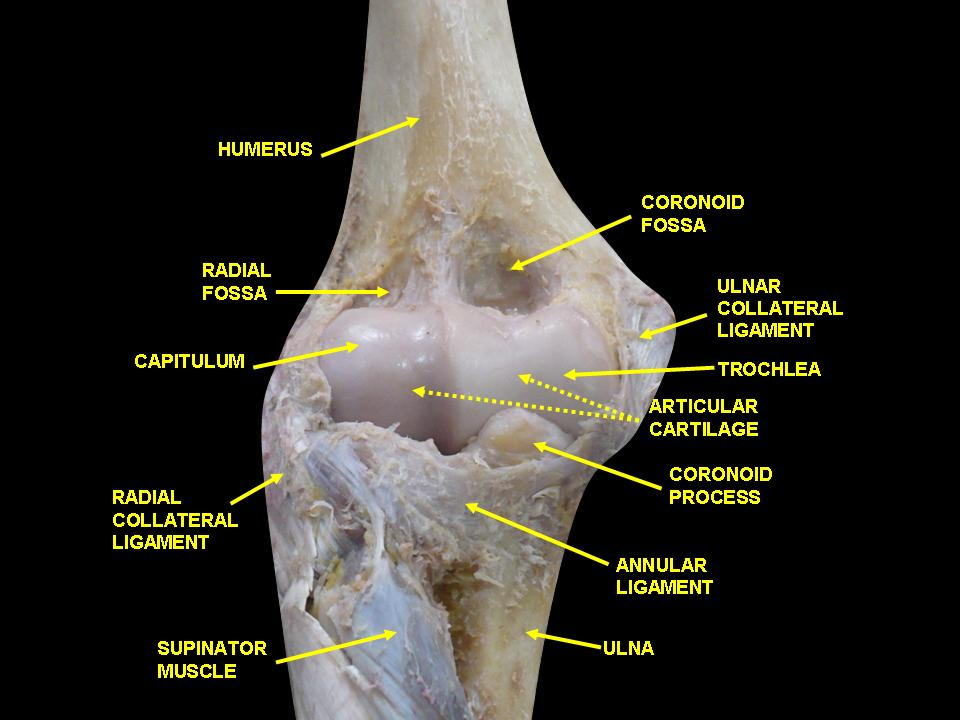
مفصل المرفق. تشريح عميق. عرض أمامي.
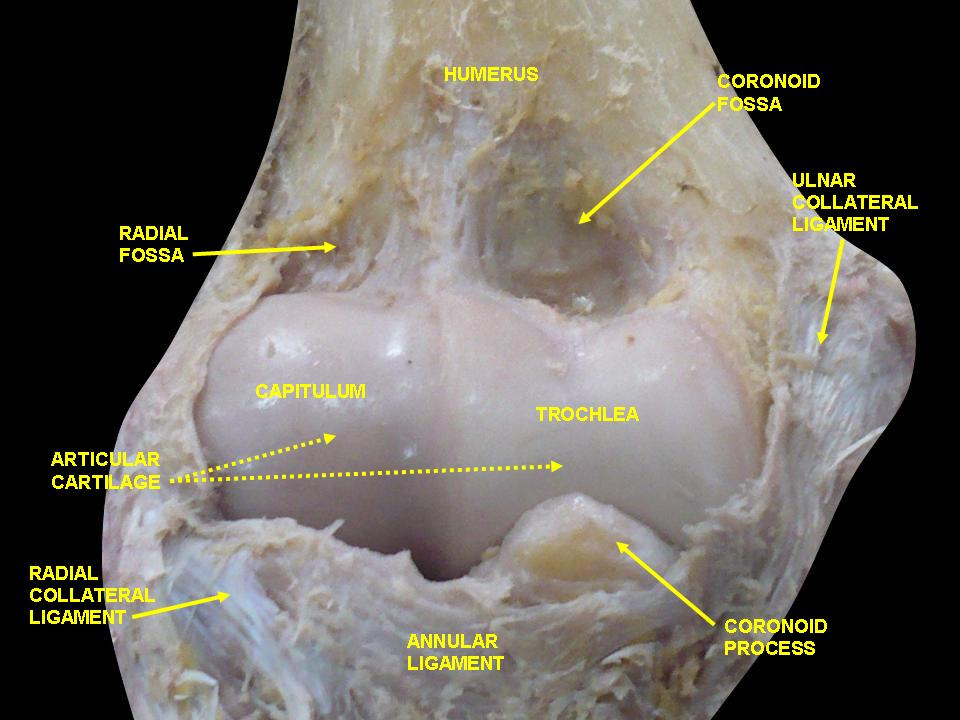
مفصل المرفق. تشريح عميق. عرض أمامي.
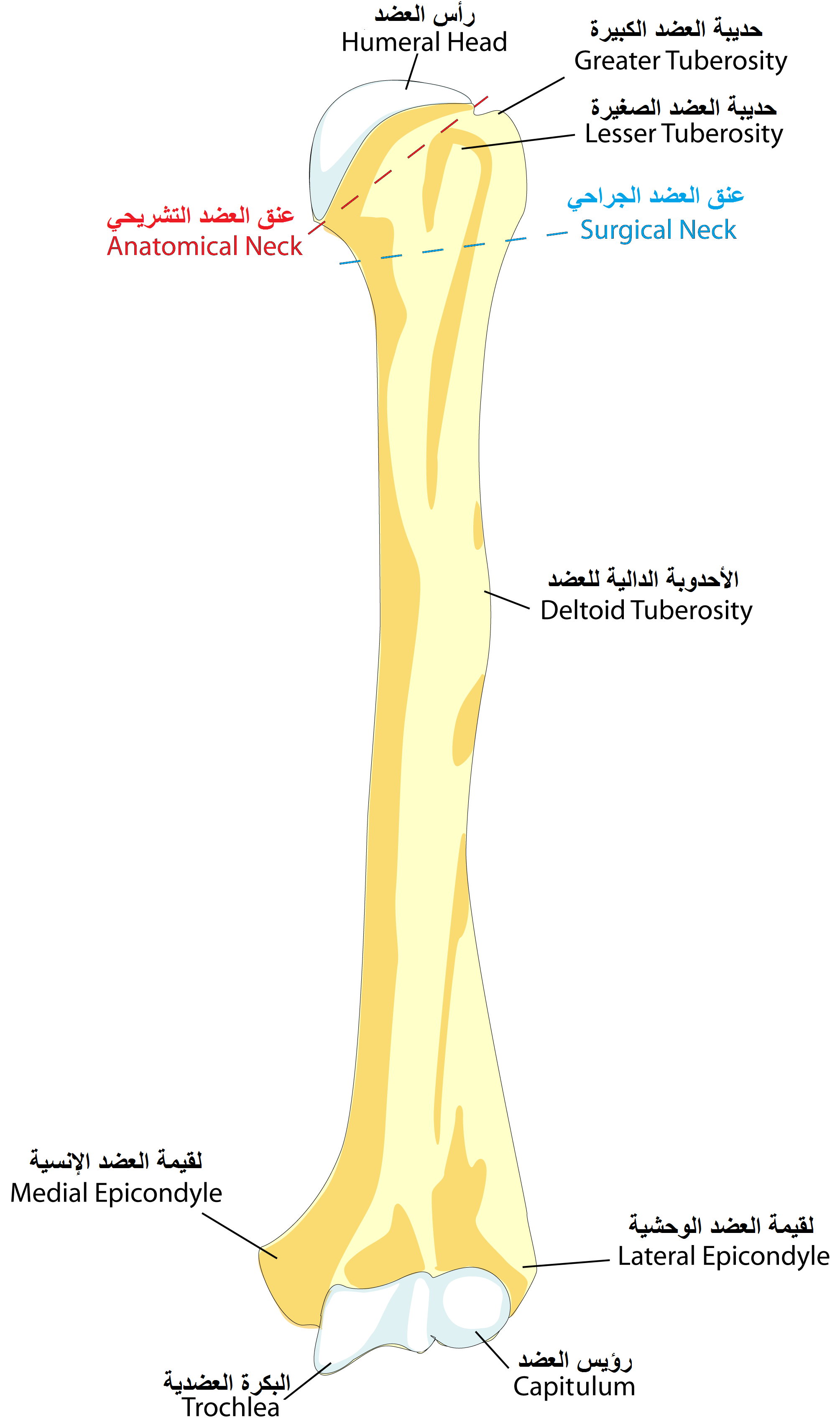
عظم العضد الأيسر و أسماء أجزائه.
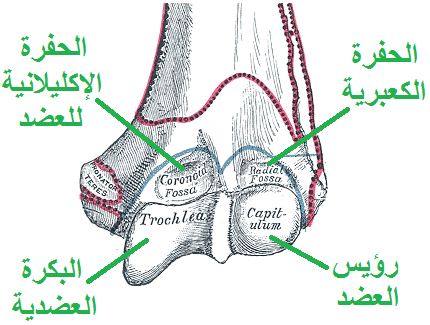
عرض أمامي للجزء البعيد (السفلي) من عظم العضد الأيسر.
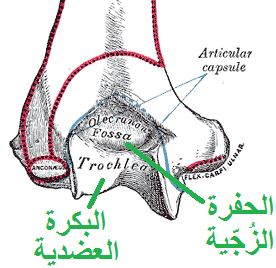
عرض خلفي للجزء البعيد (السفلي) من عظم العضد الأيسر.